# 2397 Lappajärvi
2397 Lappajärvi è un asteroide della fascia principale. Scoperto nel 1938, presenta un'orbita caratterizzata da un semiasse maggiore pari a 3,0845595 UA e da un'eccentricità di 0,1793791, inclinata di 10,30411° rispetto all'eclittica.